# 大西靖人
大西 靖人（おおにし やすと、1958年（昭和33年）7月7日 - 2003年（平成15年）1月22日）は、極真会館出身の元空手選手で、新進党の政治家および岸和田市議会議員であった。

## 生涯

### 学生時代
大分県に生まれた大西は、日豊本線沿線と豊肥本線の一部の高校連合で番長グループ「しおん会」を結成。「げってん」と呼ばれていた。「げってん」とは、常に隣人や集団の中にあってとっぴな言動や、並外れた行動力で周囲を驚かせる人物の事をいう。一浪して入った法政大学法学部二部では、応援団や体育会系の部を辞めてきた男たち約10名と右翼団体「義和会」を結成し、二部の体育会系空手部の部室を占拠して居座り、長ランにズドンといった学生愚連隊スタイルで豪放磊落（ごうほうらいらく）な生活を送っていた。大西ら義和会の面々は少年期に劇画「空手バカ一代」や「男一匹ガキ大将」を読んでいた。ある日「極真ゆうてもケンカと一緒や。やってやろうじゃねえか」と佐藤塾に出向く。しかし、全然歯が立たず「これでは駄目だ」と痛感し、二部少林寺拳法部の部室を昼間だけ占拠し、実戦空手の同好会を結成した。山田雅稔の極真会館東京都下城西支部に出向き、再び組手に挑んだ。しかし仲間全員が倒され、大西も殴り合うと拳、肘、脛に「引きちぎられるような激痛」が走り、浜井良顕に右足を骨折させられた。大西は我流での稽古に限界を感じた。

### 城西支部入門
法政大学の先輩だった浜井は大西に「そんなに空手が好きなら、道場に来てみないか」と声をかけた。大西は「極真カラテはコンビネーションが命や」と捉え、「道場に通え」という山田雅稔の誘いに応じた。大西は山田が参宮橋、後に代田橋に本拠を置いた道場で軽量級の鴨志田裕寿・三和純・大賀雅裕らと、懇切丁寧に基本と型の指導を門下生へ行った。温和、世話好き、容貌豪傑、威風堂々の重量級の体格の大西が指導すると衆目を引き、東京都下城西支部へ入門者が集まった。
大西の極真空手競技者としての素質と、懇切丁寧な門下生への指導力を認めた山田は、内弟子入りを勧めたが、大西は「内弟子になる代わりに生活の面倒を見て欲しい」と懇請した。山田は当時、公認会計士補で公認会計士事務所でアルバイトをしており、必ずしも金銭的には恵まれていなかったが「首都圏交流試合で優勝したら喰わせてやる」と応じた。一方、大西には喘息体質があった。中学生の時に腹膜炎の手術を受け、その時の輸血によって慢性B型肝炎も患っていたという。しかし、交流試合で対戦した相手7名全てに一本勝ちし、優勝した。大西は山田の指導下、ひたすら極大負荷のバーベルを上げる筋力トレーニングに励みつつ、コンビネーションを重視した組手の鍛錬を行った。

### 全日本選手権出場
首都圏交流試合優勝の実績が認められ、緑帯ながら1980年（昭和55年）の第12回オープントーナメント全日本空手道選手権大会に初出場。3回戦で竹隆光に敗れる。1981年（昭和56年）の第13回全日本選手権では1回戦で川畑幸一を破り、注目される。この頃から山田雅稔と奥足外側を狙う下段回し蹴りを研究、開発した。それと同時に徹底したウエイトトレーニングを行っていた。1982年（昭和57年）の第14回全日本選手権では2回戦で再び川畑と対戦し、逆襲され負けてしまう。
その後、一旦引退し、先輩の井本光勇（国士会館）を頼って大阪の岸和田市に総会屋を目指して居を移す。その間、債権取立てを生業としていた。浜井識安の紹介した有力者の世話で不動産関係の仕事に就き、結婚もした。1983年（昭和58年）の第15回全日本選手権に参戦するきっかけは、山田に大阪での近況報告をした時、「おまえの実力なら、病気が出さえしなければ必ず優勝できる。俺は現役に悔いを残しながら、引退をした。おまえには、試合場に悔いを残して欲しくないんだ」と言われた。しばらく考えた大西は「押忍。一発蹴ったら相手を骨折させるつもりでいきますよ」と、カムバックを決めた。岸和田には浜井の大阪南支部道場があり、浜井の弟子で師範代を務めていた増田章と共に指導員を務め、練習も一緒に行った。しかし、宅建試験の勉強中でもあったので、大西の稽古時間は仕事が終わった後の2時間だけでサンドバッグでコンビネーションを自主練習するのがメインであった。次の2か月にはキックミットを持ってもらい、コンビネーションの稽古を続け、フットワークも取り入れての練習であった。その合間にウエイトトレーニングも行い、パワーアップを図っていた。
第15回全日本選手権直前の9月にB型肝炎で約1か月半入院してしまうが、直前に退院できたので出場。初日には1回戦で対戦者の道着に右足の親指をひっかけて、骨折してしまった。その日の夜に外科に行き、添え木をしたが、動きにくいという事で最終的には外し、不本意なコンディションで試合に臨んだ。それでも決勝戦以外はほとんど一本か技ありを取って勝ち進んだ。4回戦で4連覇を狙っていた三瓶啓二からも技ありを奪うなど、決勝まで圧倒的な強さで勝ち上がる。決勝は同門の小笠原和彦と対戦し、延長3回の末、判定勝ちで初優勝を成し遂げた。1984年（昭和59年）の第3回全世界選手権では4回戦では増田章と激戦になり延長3回行い、3対2の判定で勝ち上がったが、準々決勝の松井章圭戦で3度目の延長戦までもつれ込み、4対0の判定負けとなった。選手権大会への出場はこれが最後となった。

### 引退後
その後、不動産会社や警備会社を経営するようになり、仲間の勧めで岸和田市議選に立候補し、当選。さらに東京都下城西支部の後輩で資生堂の社長秘書をしていた米津等史の勧めで新進党大阪府第18総支部会長・新進党大阪府連常任幹事を務めた後、衆議院選挙にも挑むが、自民党の実力者中山太郎に一万票差で落選する。1993年（平成5年）後半に山田雅稔を通して大山倍達と再会。大山から極真会館に戻るよう強く勧められたが、既に大西は政治の世界に入っていたので、側面から極真会館に協力する事を約束した。2003年（平成15年）1月22日に肝炎から進行した肝臓ガンで死去。44歳没。大西の遺影が飾られた会場には、妻の姿と共に大西と愛人関係にあったタレントの石野真子の姿もあった。

### エピソード
増田章は大阪時代に大西と一緒に練習していたが、大西と組手した際に、大西が得意としていた奥足の下段回し蹴りの威力と効果を痛感した。増田は防御方法をどうするのか聞いたが、大西は教えなかった。それから練習を続けていくうちに増田は防御する方法を思いつき、それを大西に言ったら「遂に気づいたか」というような顔をされたという。そして増田も奥足の下段回し蹴りを自分のものにしてしまった。増田は大西が5歳年下の自分に敬意を払っており「増田は空手でなくてもトップになる人間だ」、「極真空手では珍しい逸材だ」と仲間に語り、一人住まいの増田によくご飯をご馳走してくれたという。増田はその恩義を今も忘れずに感謝している。増田と大西は岸和田ボディビルセンターで本格的なウエイトトレーニングを共に学んだ。
大西は独自の会派である聖拳会館を主宰し、第3回オープントーナメント全世界空手道選手権大会出場時には既に独立した活動をしていたが、極真会館の選手として黙認されていた。聖拳会館の試合ルールでは、掌底・平手での顔面攻撃も認められていた。
大山倍達の友人でもある黒澤明の側近でもあった大西は、当時新進党の小沢一郎の心酔者であった。また、大西の豪放な男気を慕う後輩は多く、東京都下城西支部へ出稽古した松井章圭は、大西と一緒に飲みに出掛けた事もあった。そこで大西が豪快に歌うカラオケや軽妙なユーモアに、スナックのホステスたちが魅了されていたのを目の当たりにした。大西と対戦する事になった時、松井は「自分の輝ける場所はカラテしかない。他の世界でも輝ける人には、絶対に負けられない」と思ったという。

## 著書＆参考文献
『俺がやっちゃる』　第三通信社出版事業部、1995年（平成7年）、ISBN 978-4795240278